# Kiko Seike
Kiko Seike (født 8. august 1996) er en japansk fodboldspiller. Hun er medlem af Japans kvindefodboldlandshold.

## Landsholdskarriere
Den 11. december 2019 fik hun debut på det japanske landshold, i en kamp mod Taiwan. Hun har spillet 2 landskampe for Japan.